# Remușcare (film)
"Atonement" este un film britanic din 2007 regizat de Joe Wright, adaptare a romanului omonim scris de Ian McEwan. Îi are în rolurile principale pe Keira Knightley și pe James McAvoy și este produs de Working Title Films, fiind distribuit de Universal.
Filmul începe în Anglia anului 1935, în cea mai călduroasă zi a anului. În umbra din ce în ce mai aproape a Celui De-al Doilea Război Mondial, Briony Tallis (Saoirse Ronan) și familia ei duc o viață înstărită și privilegiată în enormul lor conac în stil victorian. După ce familia se adună la sfârșit de săptămână, combinația dintre căldura sufocantă și multele emoții reprimate ieșite la suprafață creează un sentiment de amenințare și pericol. Briony, o scriitoare promițătoare, e o fată cu imaginația bogată. Printr-o serie de neînțelegeri catastrofice ea îl acuză pe Robbie Turner (James McAvoy), fiul administratorului și iubitul surorii sale Cecilia (Keira Knightley), de o crimă pe care nu a comis-o. Acuzația distruge dragostea dintre Robbie și Cecilia și schimbă dramatic cursul vieții lor. Filmul a fost ales să deschidă Festivalul de Film de la Veneția.
Pelicula a obținut 6 nominalizări la Premiile Oscar (la categoriile cel mai bun film, cea mai bună actriță în rol secundar - pentru Saoirse Ronan, cel mai bun scenariu adaptat, cea mai bună imagine, cea mai bună scenografie), obținând o statuetă pentru cea mai bună coloană sonoră). Plus 5 nominalizări la Premiile Globul de Aur, obținând 2 statuete (pentru cel mai bun film (dramă) și pentru cea mai bună coloană sonoră), respectiv o nominalizare la Festivalul de Film de la Veneția la categoria Leul de Aur pentru regizorul Joe Wright. Saoirse Ronan fiind una din puținele actrițe tinere de la Hollywood obținând nominalizări la premiile Oscar, Globurile de Aur și BAFTA pentru cea mai bună actriță în rol secundar - la doar 13 ani.

## Rezumat
Povestea filmului lui Joe Wright „Atonement” începe ca o dramă romantică și socială petrecut într-un conac. Cecilia (Keira Knightley) se îndrăgostește de simpaticul și inteligentul Robbie (James McAvoy), fiul servitorului și cei doi trăiesc o aventură scurtă și pasională care este întreruptă brusc de Briony (Saoirse Ronan), sora cea tânără a Ceciliei, o adolescentă confuză, dar plină de imaginație, care interpretează greșit unele scene la care asistă și îl trimite pe Robbie la închisoare pentru o infracțiune pe care nu a comis-o. Următoarea parte a poveștii se petrece în Europa începutului celui de-al doilea război mondial. Robbie și-a recâștigat libertatea, oferindu-se voluntar pentru a servi ca simplu soldat în armată și trăiește tragedia războiului și zilele debarcării la Dunquerque. Ancora sa morală este o scurtă întâlnire pe care a avut-o cu Cecilia și speranța de a-și recuceri iubirea și viața lui.
În a treia parte, o reîntâlnim pe Briony, departe de anii săi tulburi, care începe treptat să înțeleagă râul pe care l-a făcut surorii sale și iubitului acesteia. Ea a renunțat la viața ușoară de la conac și studiază la Cambridge, se oferă voluntară ca asistentă medicală pentru a face ceva bun in viață și încearcă să o contacteze pe sora ei, pentru a căpăta iertarea și a îndrepta răul pe care l-a făcut prin recunoașterea faptului că acuzațiile sale au fost false. Dar este ispășirea suficientă și poate îndrepta păcatele în viața reală? Sau poate imaginația compensa pentru ceea ce destinul a decis să se întâmple în viața reală? Este într-adevăr destinul, sau hazardul și neînțelegerile din viața reală care guvernează tot ceea ce se întâmplă?
Ultima parte a poveștii ne va da răspunsurile. Briony devine adevăratul erou al poveștii, cu alternarea ei permanentă între imaginație și realitate, cu tentativa ei de a-și asuma responsabilitatea și a-și obține iertarea pentru păcatele pe care le-a comis cu mult timp în urmă, dar care o urmează pentru tot restul vieții ei. Scena finală ne dă o perspectivă diferită asupra întregii povesti și reflectă probabil structura narativă a romanului original.

## Distribuție
- James McAvoy - Robbie Turner
- Keira Knightley - Cecilia Tallis
- Saoirse Ronan - Briony Tallis
- Romola Garai - Briony, la vârsta de 18 ani, acum asistentă medicală
- Vanessa Redgrave - Briony, la bătrânețe, acum o scriitoare de succes
- Brenda Blethyn - Grace Turner
- Juno Temple - Lola Quincey
- Benedict Cumberbatch - Paul Marshall
- Patrick Kennedy - Leon Tallis
- Harriet Walter - Emily Tallis
- Daniel Mays - Tommy Nettle
- Nonso Anozie - Frank Mace
- Gina McKee - Sister Drummond

## Premii și nominalizări
Premiile OSCAR, ediția 80, 24 februarie 2008
- Nominalizare la categoria "Premiul Oscar pentru cel mai bun film"
- Nominalizare la categoria "Premiul Oscar pentru cea mai bună actriță în rol secundar" - pentru Saoirse Ronan
- Nominalizare la categoria "Premiul Oscar pentru cel mai bun scenariu adaptat" - pentru Christopher Hampton
- Nominalizare la categoria "Premiul Oscar pentru cea mai bună imagine" - pentru Seamus McGarvey
- Nominalizare la categoria "Premiul Oscar pentru cea mai bună scenografie"
- Nominalizare la categoria "Premiul Oscar pentru cele mai bune costume" - pentru Jacqueline Durran
- Premiul Oscar pentru cea mai bună coloană sonoră - pentru Dario Marianelli

Premiile Globurile de Aur, ediția 65, 14 ianuarie 2008
- Premiul Globul de Aur pentru cel mai bun film (dramă)
- Nominalizare la categoria "Premiul Globul de Aur pentru cel mai bun actor (dramă)" - pentru James McAvoy
- Nominalizare la categoria "Premiul Globul de Aur pentru cea mai bună actriță (dramă)" - pentru Keira Knightley
- Nominalizare la categoria "Premiul Globul de Aur pentru cea mai bună actriță în rol secundar" - pentru Saoirse Ronan
- Premiul Globul de Aur pentru cea mai bună coloană sonoră - pentru Dario Marianelli
- Nominalizare la categoria "Premiul Globul de Aur pentru cel mai bun regizor" - pentru Joe Wright
- Nominalizare la categoria "Premiul Globul de Aur pentru cel mai bun scenariu" - pentru Christopher Hampton

Festivalul de Film de la Veneția 2007
- Nominalizare la "Leul de Aur" pentru regizorul Joe Wright